# Bučovice
Bučovice település Csehországban, Vyškovi járásban. Bučovice Rašovice, Bohaté Málkovice, Nevojice, Letonice, Kojátky, Křižanovice, Mouřínov és Ždánice településekkel határos. Lakosainak száma 6891 fő (2024. január 1.).

## Népesség
A település lakosságának változását az alábbi diagram mutatja:
| Lakosok száma | 4852 | 5427 | 5710 | 5902 | 6395 | 6396 | 6439 | 6496 | 6444 | 6891 |
|               | 1869 | 1900 | 1921 | 1961 | 1980 | 2011 | 2016 | 2019 | 2021 | 2024 |